# 헌법기관

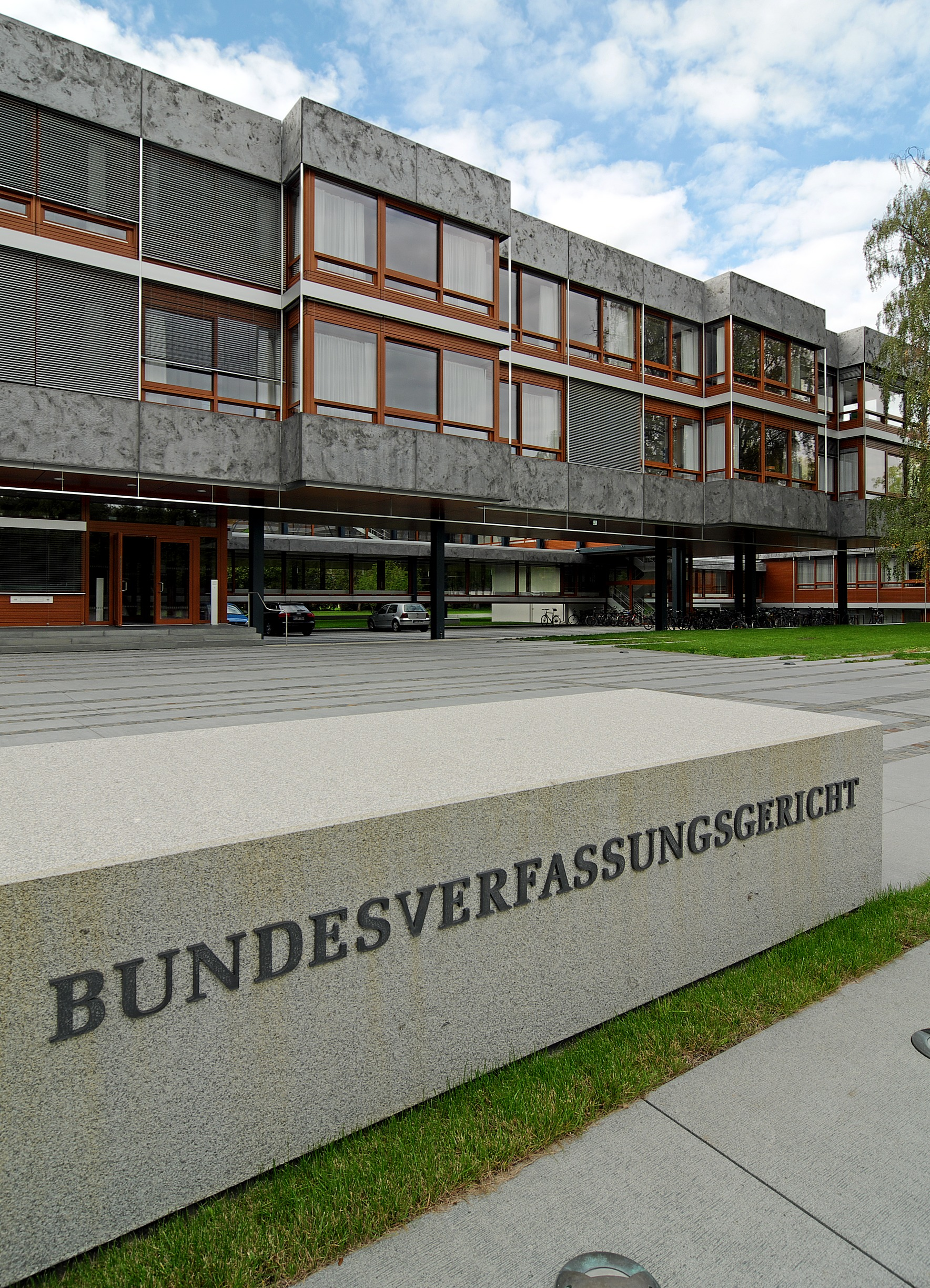
독일의 연방헌법재판소는 1952년에 Hermann Höpker-Aschoff 소장의 요구에 의해 헌법기관으로서의 지위를 인정받았다.

헌법기관(憲法機關, 영어: constitutional institution, constitutional body, constitutional organ)은 헌법에 의해 직접 창설된 기관 또는 헌법에 설치근거를 명시한 기관을 의미한다.

## 독일

### 개념정의
독일에서의 헌법기관은 일반적으로 독일 기본법(헌법)에 따른 '독일연방의 최고 헌법기관(독일어: oberstes Verfassungsorgan des Bundes)'으로서 연방상원, 연방하원, 연방대통령, 연방내각, 연방헌법재판소의 다섯 기관을 의미한다. 이들 헌법기관은 공통적으로 독일 기본법에서 '설치하다(독일어: errichtet)'라는 표현 없이 기본법에 곧바로 그 역할과 구성이 언급되어 있으므로 헌법에 의해 직접 창설되었다고 볼 수 있으며, 다른 상위 소속기관을 예정하지 않고 있다.
예를 들어 연방하원은 기본법 제3장에서, 연방상원은 기본법 제4장에서, 연방대통령은 기본법 제5장에서, 연방내각은 기본법 제6장에서, 연방헌법재판소는 기본법 제92조 이하에서 '설치한다'는 개념 없이 곧바로 그 기능적 역할과 구성방법이 설시되고 있으므로 헌법기관에 해당한다. 반면 연방은행은 기본법 제88조에서, 연방노동법원을 비롯한 5개의 연방최고법원들(독일어: oberste Gerichtshöfe)은 기본법 제95조 제1항에서 '설치한다'는 개념을 예정하고 있으므로 상위 소속기관을 예정하지 않고 있더라도 헌법기관에 해당하지 않는다. 다만 연방회계감사원(독일어: Bundesrechnungshof)은 기본법 제114조 제2항에서 설치한다는 개념을 예정하지도 않았고 상위 소속기관도 없으므로 헌법기관에 해당하는지 여부에 관하여 독일 법학계 내의 논쟁이 있으나, 헌법상 본질적인 측면에서 임무를 부여받지 못했으므로 헌법기관이 아닌 것으로 평가된다. 
실제로 무엇이 헌법기관인지가 독일 기본법에 명시적으로 규율되어 있는 것은 아니므로 헌법기관의 범위는 해석적 영역에 맡겨져 있다. 예를 들어 연방헌법재판소는 창설 당시 기본법에 독자적인 장(章)을 배정받지 못한 채 다른 연방최고법원들과 함께 기본법 제9장에 속하였다는 등의 사정으로 인해 헌법기관에 해당하지 않는 것처럼 취급되었으나, 초대 연방헌법재판소장인 Hermann Höpker-Aschoff 박사가 1952년 6월 27일 연방상원의장, 연방하원의장, 연방대통령 및 연방내각의 수장인 총리에게 '지위-각서(독일어: Status-Denkschrift)'라 불리는 문서를 보내 연방헌법재판소를 나머지 4개의 헌법기관과 동등하게 취급해줄 것을 강력히 요구하였고, 이러한 요구가 받아들여지면서 연방헌법재판소는 현재까지도 독일의 다섯 연방헌법기관 중 하나로 인정받고 있다.

### 의의
독일에서 헌법기관의 개념정의가 법학적으로 중요한 이유는 크게 두 가지로 나뉜다.
- 권한쟁의심판의 당사자 확정 : 첫째는 기본법 제93조 제1항 제1호에 따라 연방헌법재판소에서 헌법상(기본법상) 권한쟁의심판을 다툴 수 있는 기관은 연방최고기관(독일어: obersten Bundesorgans), 기본법에 따라 자체적인 권한을 부여받은 기관, 그리고 연방최고기관이 제정한 규칙(독일어: Geschäftsordnung)에 의해 자체적인 권한을 부여받은 기관의 세 가지 범주로만 제한되기 때문이다[6]. 이러한 규정에 의하면 연방최고기관이 제정한 규칙에 따라 권한을 부여받은 것인지, 또는 그 밖의 기관이 제정한 규칙에 따라 권한을 부여받은 것인지 여부가 권한쟁의심판의 당사자가 될 수 있는지 여부를 결정하게 되므로, 무엇이 연방최고기관인지를 정의하는 것이 개념적으로 대단히 중요한 일이 된다. 위에서 살펴본 독일의 다섯 헌법기관이 바로 연방최고기관에 해당한다. 그 밖에 연방이 아닌 각 주(州, 독일어: Länder)의 의회, 내각(정부) 및 헌법재판소(이른바 주헌법재판소, 독일어: Landesverfassungsgericht)는 기본법 제93조 제1항 제2호 이하에 따라 권한쟁의심판의 당사자가 될 수 있으나 이들은 연방최고기관에는 해당하지 않으므로, 다른 기관에 규칙을 통해 권한을 부여하여 기본법 제39조 제1항 제1호에 따른 권한쟁의심판의 당사자가 되도록 만들 수는 없다.

- 헌법기관의 자율성 : 둘째는 헌법기관들은 각각 국가권력을 분담하는 대등한 주체에 해당하므로 서로를 존중하여야 할 뿐만 아니라 각 기관별로 예산 및 행정에서의 자율성이 인정되기 때문이다. 예를 들어 헌법기관이 아닌 연방최고법원들은 연방법무부으로부터 예산 및 인사를 포함하는 사법행정 전반에 대해 감독을 받으나, 헌법기관인 연방헌법재판소는 자체적으로 예산을 편성하거나 조직 편제를 결정할 수 있다[7]. 심지어 연방하원은 기본법 제40조 제2항에 따라 자체적인 경찰력도 행사할 수 있다.

## 대한민국

### 개념정의
대한민국 헌법재판소의 해석에 의하면, 대한민국에서의 헌법기관은 현행 대한민국 헌법에 '설치근거가 명시된 기관'을 의미한다. 한편으로 헌법재판소는 대한민국의 수도를 설정하거나 이전하는 것은 최고 헌법기관의 위치를 설정하는 문제라고 하며, 이때에 대한민국 헌법에서 '최고 헌법기관'이란 국회, 대통령, 국무총리, 행정각부, 대법원, 헌법재판소, 중앙선거관리위원회의 일곱 가지를 의미하는 것으로 해석한다. 그러나 최고 헌법기관의 기준이 무엇인지, 또는 헌법에 설치근거를 명시하였다는 것이 어떤 의미인지에 관해서 헌법재판소는 구체적인 해석기준을 제시하지 않고 있다.

### 의의
대한민국에서 헌법기관의 개념정의가 판례는 물론 헌법학계에서도 명확히 정리되지 않은 가장 큰 이유는 크게 두 가지로 나뉜다.
- 권한쟁의심판의 당사자 확정 : 첫째는 대한민국 헌법 제111조 제1항 제4호에 따른 권한쟁의심판의 당사자는 '헌법기관'이 아닌 '국가기관'과 '지방자치단체'로 구성되어 있어 '국가기관'의 개념을 정하는 것이 실질적으로 중요한 헌법적 문제이고 '헌법기관'의 개념은 별다른 상관이 없기 때문이다. 헌법재판소는 위 헌법 조항에 따른 '국가기관'의 개념을 '헌법상의 국가기관'으로 해석하면서도, 헌법상의 국가기관이라고 해서 권한쟁의심판의 당사자적격을 곧바로 인정하는 것이 아니라, '헌법에 의하여 설치되고 헌법과 법률에 의하여 독자적인 권한을 부여받고 있는지 여부'는 물론 '헌법에 의하여 설치된 국가기관 상호간의 권한쟁의를 해결할 수 있는 적당한 기관이나 방법이 있는지 여부' 등의 사정까지 종합적으로 고려하여 권한쟁의심판의 당사자적격을 인정하고 있다[12]. 따라서 국가기관의 개념과 헌법기관의 개념이 반드시 일치하는 것은 아니고, 이론상 헌법에 의하여 설치된 헌법상의 국가기관이라도 분쟁해결에 관한 다른 적당한 방법이 있는 경우 권한쟁의심판의 당사자적격이 부정될 수 있으므로, 권한쟁의심판의 당사자적격 판단이라는 구체적 문제를 넘어서서 '헌법기관'이라는 일반적 개념을 별도로 논의하는 것이 대한민국의 헌법재판 실무에서는 별다른 중요성을 지니지 않는다.

- '헌법기관'에 관한 규정의 폐지 : 둘째는 헌법기관의 개념이 형사재판 실무에서 다퉈진 원인인 형법 제104조의2 제1항 '국가모독죄'가 1988년에 폐지되었기 때문이다[13]. 폐지 전 국가모독죄는 '내국인이 국외에서 대한민국 또는 헌법에 의하여 설치된 국가기관을 모욕 또는 비방하거나 그에 관한 사실을 왜곡 또는 허위사실을 유포하거나 기타 방법으로 대한민국의 안전ㆍ이익 또는 위신을 해하거나, 해할 우려가 있게 한 때에는 7년 이하의 징역이나 금고에 처한다.'고 규정하였고, 이에 따라 대법원은 국가모독죄의 구성요건 중 '헌법에 의하여 설치된 국가기관'을 '헌법기관'으로 해석하였다[14]. 이러한 국가모독죄 규정이 폐지됨으로써 '헌법에 의하여 설치된 국가기관'으로서 '헌법기관'의 개념을 형법해석상 명확히 규정하여야 할 필요성도 줄어들게 되었다.

결국 독일과의 차이, 2022년 현재에도 '헌법기관'이라는 개념을 중요한 법적 요건으로 삼는 법률도 제정된 바가 없는 점 등을 감안할 때 대한민국에서 헌법에 언급된 수 많은 기관들을 '헌법기관'과 '헌법에 언급되었지만 헌법기관은 아닌 기관'으로 나누는 명확한 기준이 무엇인지를 정의할 필요성은 크지 않다. 앞서 헌법재판소가 수도를 설정하는 문제를 최고 헌법기관의 위치 선정의 문제로 해석하였으나, 결정문에서 최고 헌법기관 7개를 명시하였으므로 최고 헌법기관의 범위 역시 특별히 다퉈질 일도 없는 셈이다. 이로 인해 현대 대한민국에서 '헌법기관'이라는 개념은 정확한 목록을 정하는 문제라기보다, 어느 정도로 그 기관을 존중해야 할 것인지에 관한 간접적 고려사항으로서만 다투어지고 있다.

## 같이 보기
- 정부
- 대한민국 정부
- 권력분립
- 독립기관